# ZIL-164
ZIL-164 (tiếng Nga: ЗИЛ-164) là một xe tải hai cầu (4 × 2) do nhà sản xuất xe Lichatschowa ở Liên Xô sản xuất, thay thế các mô hình xe tải ZIS-150.

## Lịch sử
Việc sản xuất của ZIL-164 bắt đầu vào năm 1957. Ở bên ngoài, mô hình này ít khác nhau từ xe tải ZIS-150. Các tính năng nổi bật nhất là lưới tản nhiệt tản nhiệt sắp xếp theo chiều ngang của ZIS-150. Cuối năm 1961, phiên bản cải tiến của ZIL-164A đã ra thị trường. Dòng ZIL-164A đã có một hộp số tay 5 số tốt hơn, hệ thống phanh và giảm xóc ống lồng hiện đại hơn tại các bánh xe phía trước. Và động cơ với một máy bơm nhiên liệu mới được trang bị. Trong những năm 1960, dòng xe ZIL-164 và GAZ-51A là loại xe chiếm ưu thế trên những con đường ở Liên Xô. Các ZIL-164 là chủ yếu là dòng xe tải quân sự hoặc sử dụng để vận tải vận chuyển hàng hóa. Năm 1965 sản xuất cuối cùng đã dừng lại, nhưng trên thế giới vẫn còn một vài bản sao được sử dụng.

## Các biến thể
- ZIL-164R - Xe tải với một rơ moóc (1957-1961)
- ZIL-164D - Xe tảI có thiết bị che chắn (1957-1961)
- ZIL-164G - Xe tải có khung gầm tự đổ (1957-1961)
- ZIL-MMZ-164N - Xe tải máy kéo (1957-1961)
- ZIL-MMZ-585I - Xe ben xây dựng (1957-1961)
- ZIL-MMZ-585K - Xe ben nông nghiệp (1957-1961)
- ZIS-156A - Xe tải hoạt động bằng khí đốt hóa lỏng (1957-1961)
- ZIL-164A - Một phiên bải xe tải hiện đại hóa, một phần của các đơn vị từ ZIL-130 trong tương lai  - ly hợp, hộp số, trục cardan, giảm xóc (1961-1965)
- ZIL-164AR - Một phiên bản xe tải phẳng trang bị một rơ-moóc với động cơ công suất cao 109 mã lực (1961-1965)
- ZIL-164AD - Xe tải có động cơ được che chắn (1961-1965)
- ZIL-164AG -  Xe tải có khung gầm tự đổ (1961-1965)
- ZIL-MMZ-164AN - Xe đầu kéo với động cơ công suất cao 109 mã lực (1961-1965)[1]
- ZIL-MMZ-585L - Xe ben xây dựng (1961-1965)
- ZIL-MMZ-585M - Xe ben nông nghiệp (1961-1965)
- ZIL-166 - Xe tải hoạt động bằng khí nén (1961-1965)
- ZIL-166A - Xe tải vận hành bằng khí đốt hóa lỏng (lô thử nghiệm)

## Thư viện ảnh

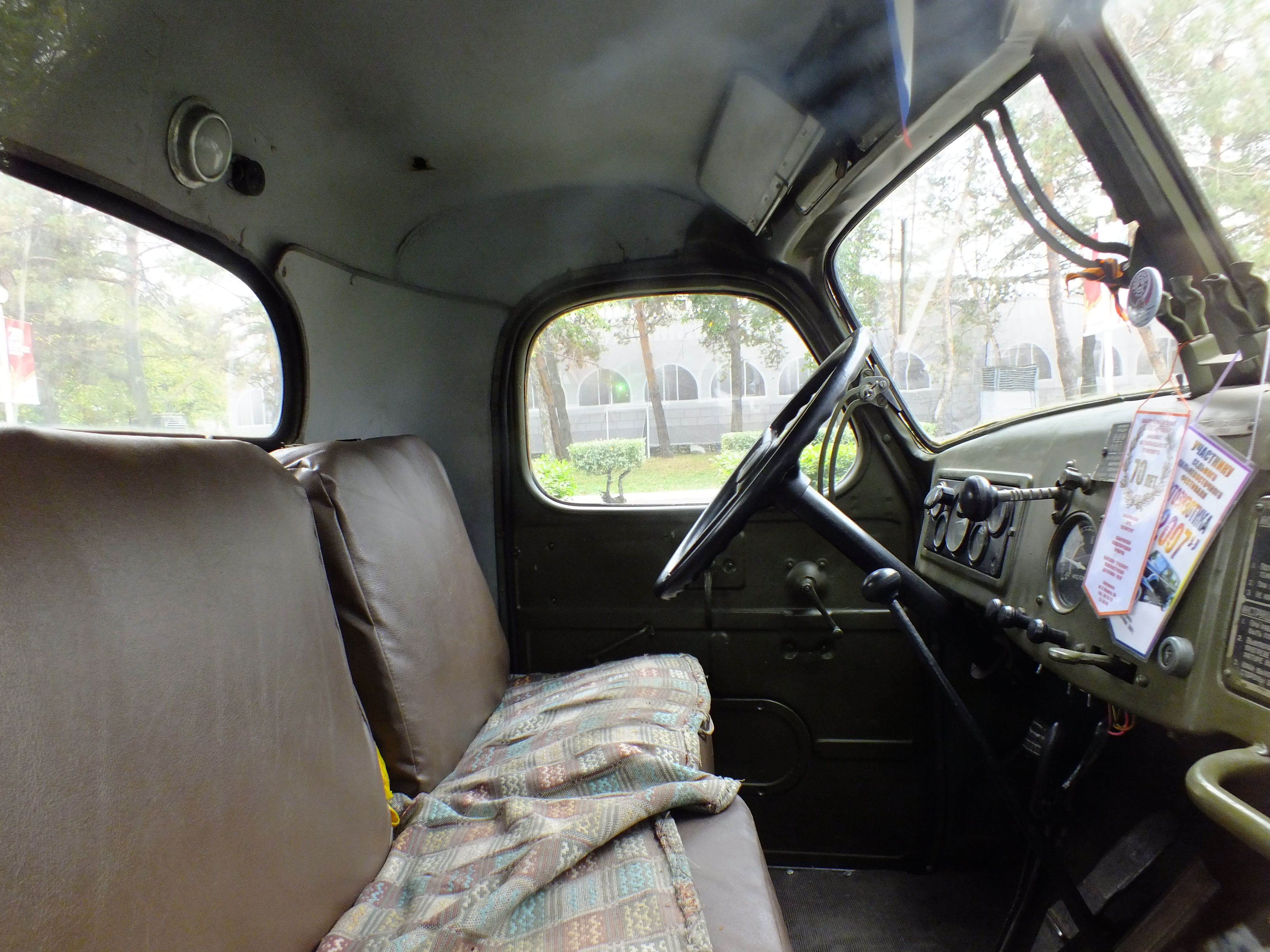
Nội thất xe
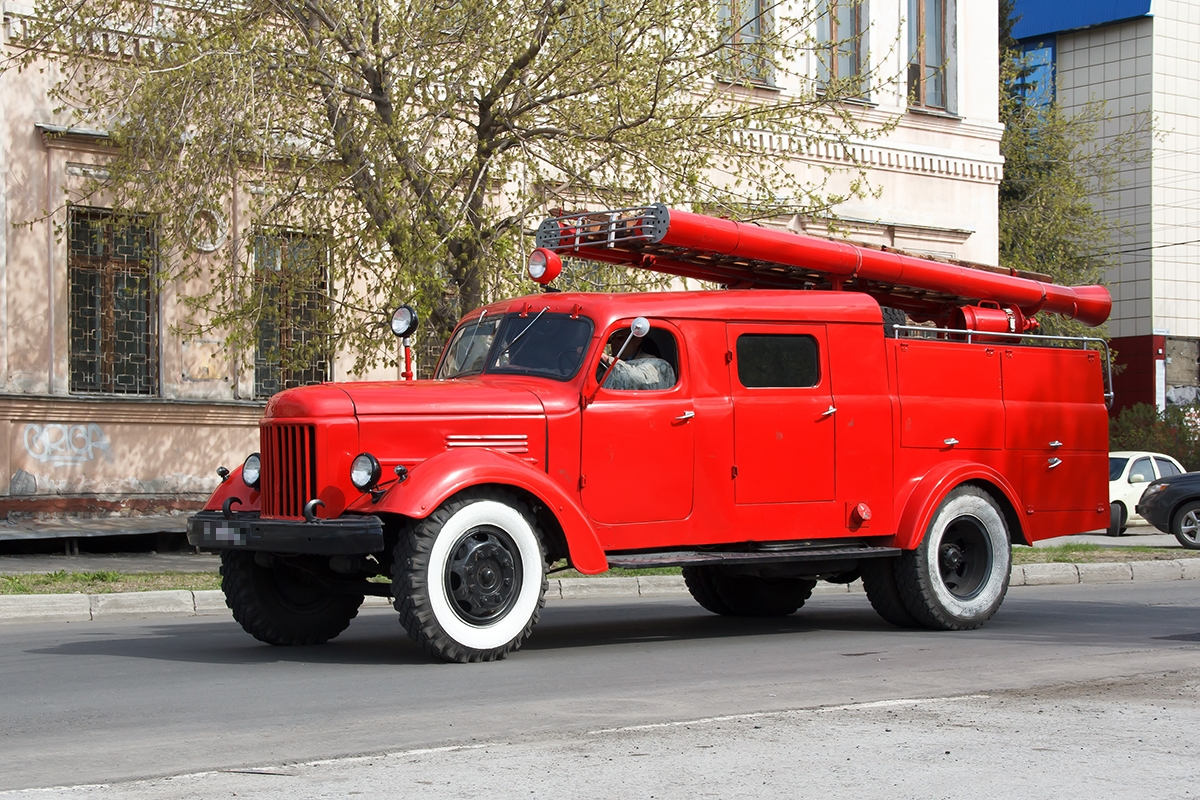
Xe cứu hỏa dựa trên ZIL-164 tại cuộc diễu hành ở Barnaul, 2016
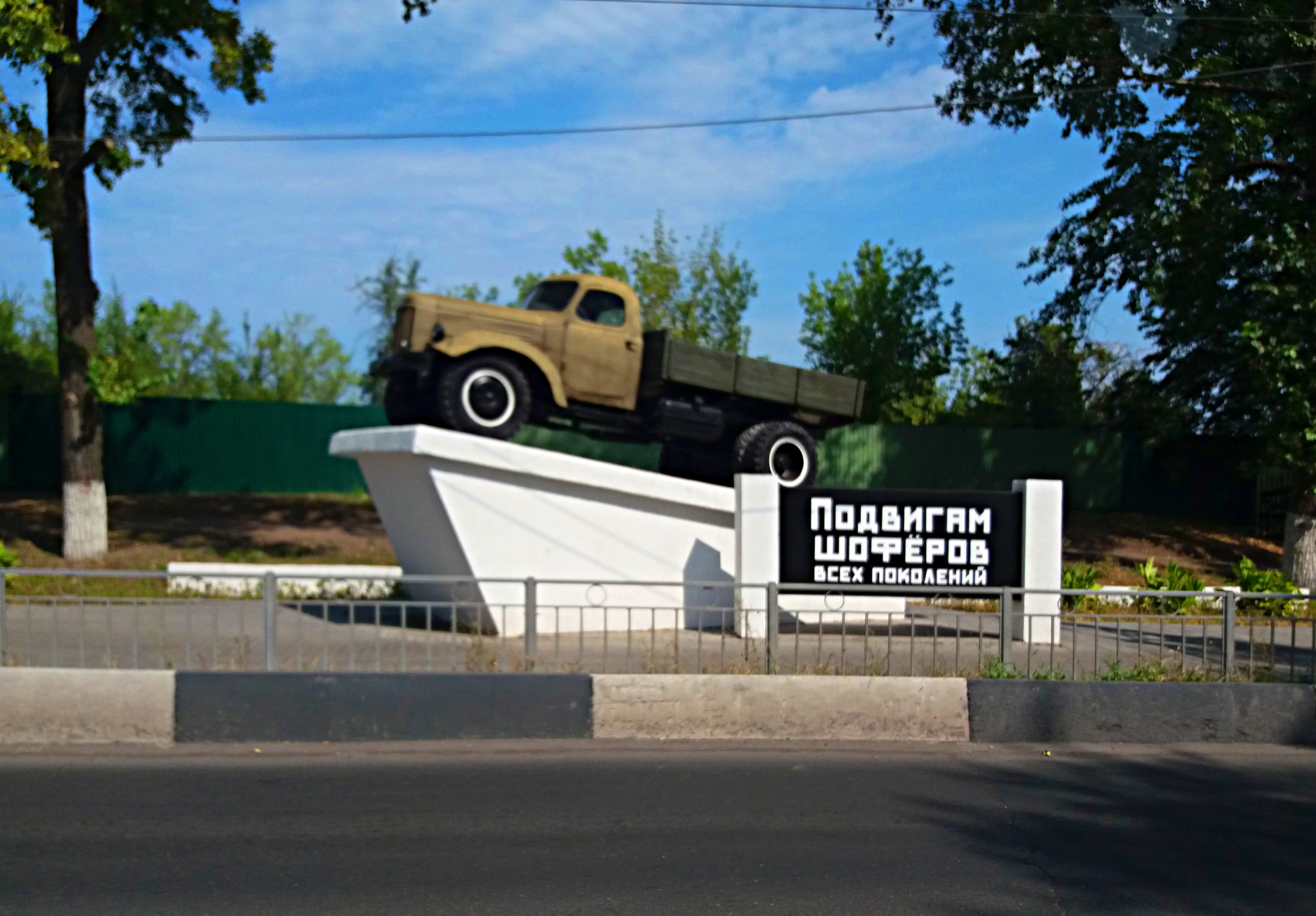
Tượng đài ZIL-164